# 凤山祖庙
鳳山祖廟位於廣東汕尾城區鳳山，是汕尾的市、縣級文物保護單位，始建於明朝天啓、崇禎年間（1621-1644年），廟內供奉的是清源妙道真君李二郎神，清朝乾隆年間（1736年-1796年）始建宮殿式廟宇，稱為大使公，亦是粵東地區重要的民俗及民間宗教信仰之一。

## 祖廟沿革
祖廟始建于明崇禎九年（1636年），清朝乾隆六年（1742年）擴建，向來香火不斷。根據海豐縣志記載，汕尾港形成于明朝中葉之後，鳳山祖廟始建於明末清初，由於福建漁民漂泊到鳳山一帶定居，開創基業。同時帶來他們心中的保護神--媽祖，並建立了鳳山祖廟。清朝康熙年間解除海禁，汕尾港得到巨大發展，出現了商旅兩集、舟楫如雲的興旺景象，鳳山祖廟也因此於清朝乾隆壬戍年（1742年）進行擴建，直至1934年按原風貌重修，1980年代以來，由社會及海外僑胞捐資進行大規模擴建、增建天后閣、鍾鼓樓和媽祖石像、以及鳳山公園內的媽祖聖跡館、海陸豐戲劇臉譜園和漁家風情館和媽祖文化廣場。1991年6月被列為縣級文物單位，並經省文管會批準，於翌年二月按原風貌重修，1994年12月重光慶典向國內外遊客開放，1995年5月批準成立鳳山祖廟旅遊區，成為廣東省重點宗教旅遊景區。

## 建築景觀
鳳山祖廟旅遊區位於汕尾城區東面的品清湖畔。總面積約10萬平方米。該景區主建築由鳳山公園、鳳山祖廟、鳳儀台媽祖石像（天后聖母）三大部分組成。這個景區是汕尾市著名的風景區，也是粵東地區百姓尤其是沿海漁民朝拜媽祖的地方。

### 鳳山祖廟
鳳山祖廟已列為汕尾市城區文物保護單位，修葺一新，並開闢為旅遊區，重修古戲台、鳳山公園，建造天後閣、鍾鼓樓、石牌坊，于鳳山頂峰塑一座高達16.83m的全國最高的天後聖母石像，是由468塊來自媽祖家鄉的優質花崗岩石雕刻而成。文學家冰心為石像題寫了『天后聖母』四大字。鳳山媽祖石像的落成，猶如在紅海灣畔綴上一顆絢麗璀璨的明珠，成為粵東明珠汕尾市的新標誌。

### 媽祖聖跡館
媽祖聖跡館是中國首個介紹媽祖生平、傳說、聖跡的藝術館；漁家風情館的圖文介紹、實物模型和栩栩如生的人物造型，展示沿海漁家生產生活，以及美麗傳說的漁家世界。

### 海陸豐臉譜園
海陸豐臉譜園展示了“中國戲曲之鄉”的汕尾市稀有劇種正字戲、白字戲、西秦戲戲曲各類人物的臉譜。位於鳳山之上鳳儀台的媽祖石像，高16.83米，重1000噸，並由468塊來自媽祖故鄉福建莆田的花崗岩石雕成，石像旁有刻有『天后聖母』，是文學家冰心女士所題，該石像目前是中國大陸最大的媽祖石雕像。

### 鳳山八景
鳳山有“金鳳展翅”之稱，東面有小山似鐵鍋倒蓋稱鼎蓋山，東南面有小山崗稱嶼仔山。旅遊區前有22平方米的品清湖，稱為三山一湖。站在鳳山頂上能俯瞰汕尾城區的全貌，更能俯視整個旅遊區周圍山水景色。在霞光映照下，它宛如一面圓鏡，山色倒影，蔚為壯觀。
鳳山周圍有八景：鳳崗向鬥、紅娘穿線、民船舞劍、鷺鶿疊翠、鯉魚瀑布、銀湖夜遊、鳳山聖母、古廟新姿，整個旅遊區構成一幅多姿多彩的畫屏。

## 民俗文化
鳳山祖廟是福建湄洲媽祖廟的分靈行宮，為粵東最負盛名的媽祖文化傳播中心，歷代香火鼎盛，每年農歷三月二十日為媽祖誕，城區民眾、晝族漁民、鄉間信眾都到媽祖廟參加廟會活動，廟會期間傳統的民俗活動有媽祖出巡、爭搶炮頭、演戲和祭拜進香等。
汕尾人祖籍多數為福建，明末清初在風山麓下建"鳳山祖廟"，漁家商旅歷來信仰媽祖，因而香火不絕，是廣東著名的媽祖廟。隨著汕尾港海道航線的對外拓展，鳳山祖廟也就成了汕尾人民、旅居台港澳同胞及海外僑胞尋根問祖的聖地。同時鳳山祖廟作為汕尾港歷史沿革的佐證，反映了當地古代、近代的漁業、農業、商業貿易、交通運輸以及文化藝術、傳統習俗和民間信仰，是汕尾港的發祥地方。

## 歷史
媽祖庇佑風調雨順、國泰民安，汕尾鳳山媽祖自古以來為廣東最負盛名。鳳山祖廟建於1742年，文化深厚，香火鼎盛；鳳儀台上的媽祖石像鳳冠霞帔，體態端莊。登上鳳山，一睹媽祖風姿，感受“有鳳來儀”——山美、水美、貌美、景美。

## 圖片集
- 妈祖阁山门
- 妈祖阁
- 甌船屋
- 售票亭
- 媽祖文化廣場
- 鳳山祖廟正門
- 媽祖漁業捕魚時期石雕像
- 自凤山远眺汕尾海岸
- 自凤山远眺汕尾市区